# (5145) Pholos
Pour les articles homonymes, voir Pholos.
(5145) Pholos, désignation internationale (5145) Pholus, est un centaure, un astéroïde dont l'orbite croise celle des planètes externes du Système solaire.

## Histoire
Il a été découvert le 9 janvier 1992 par David Rabinowitz de l'université de l'Arizona aux États-Unis, membre du projet Spacewatch à l'observatoire de Kitt Peak.

## Caractéristiques
L'orbite de Pholos est très excentrique ; son périhélie est situé près de l'orbite de Saturne tandis que son aphélie approche celle de Pluton. C'est un astéroïde kronocroiseur, ouranocroiseur, poséidocroiseur et hadéocroiseur.
Comme les autres représentants de la classe des centaures, on pense que Pholos est un ancien objet de la Ceinture de Kuiper, placé sur une orbite plus interne par suite d'une perturbation gravitationnelle.
À la différence de Chiron, Pholos ne possède pas de queue cométaire. On pense en revanche qu'il s'agit d'un noyau de comète qui n'a jamais été actif. Pholos est également extrêmement rouge, l'un des corps les plus rouges de tout le Système solaire. Une explication probable : Pholos est recouvert de molécules organiques (les tholins), de simples glaces à l'origine, converties en composés complexes par des millions d'années d'exposition aux rayons cosmiques.
L'orbite des centaures n'est jamais stable et il est difficile de prédire quel sera le destin de Pholos à long terme car il sera probablement perturbé par une ou plusieurs des planètes géantes qu'il croise au cours de sa révolution autour du Soleil.
En 2002 son diamètre a été estimé à 190 km.

## Étymologie
Son nom vient de Pholos, frère du centaure Chiron (dont (2060) Chiron, le premier centaure découvert, tire son propre nom) dans la mythologie grecque.